# Foncine-le-Bas
Pour les articles homonymes, voir Foncine.
Foncine-le-Bas est une commune française située dans le département du Jura, la région culturelle et historique de Franche-Comté et la région administrative Bourgogne-Franche-Comté. 
Elle fait partie de la communauté de communes Champagnole Nozeroy Jura. 
Ses habitants sont les Fonciniers et Foncinières.

## Géographie

### Localisation
Foncine-le-Bas est voisine de Foncine-le-Haut : la Saine, affluent de l’Ain, et quatre kilomètres les séparent.

### Communes limitrophes

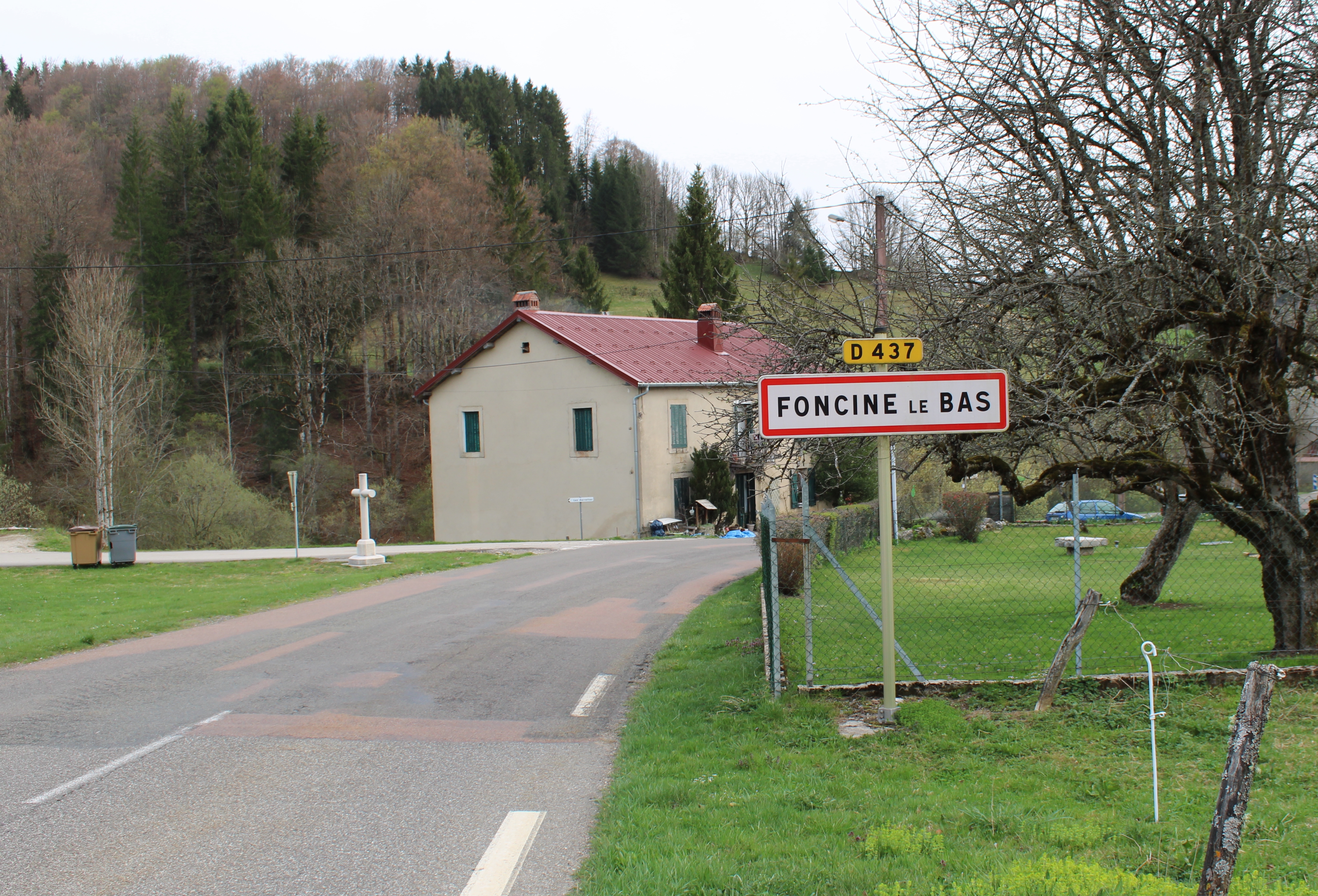
Entrée du village.

### Géologie et relief

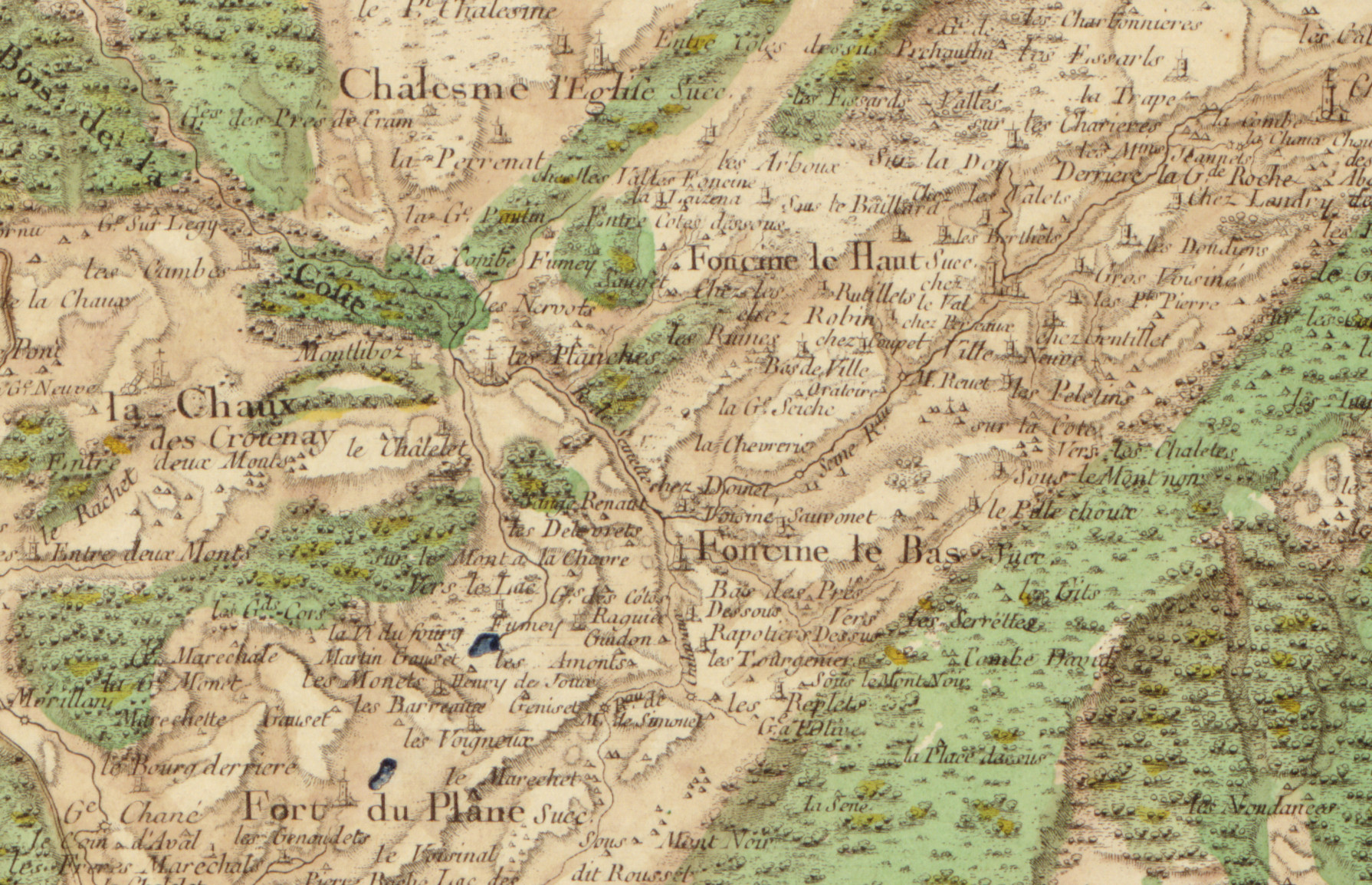
Carte de Cassini.

### Hydrographie et les eaux souterraines
Cours d'eau sur la commune ou à son aval :
- rivière la Saine,
- ruisseaux le Galavo, la Sainette, la Senge, du Lac.

Le lac à la Dame fait partie du site Ramsar "Tourbières et lacs de la montagne Jurassienne" depuis février 2021.

### Climat
Pour des articles plus généraux, voir Climat de la Bourgogne-Franche-Comté et Climat du département du Jura.
En 2010, le climat de la commune est de type climat de montagne, selon une étude du Centre national de la recherche scientifique s'appuyant sur une série de données couvrant la période 1971-2000. En 2020, Météo-France publie une typologie des climats de la France métropolitaine dans laquelle la commune est exposée à un climat de montagne ou de marges de montagne et est dans la région climatique  Jura, caractérisée par une forte pluviométrie en toutes saisons (1 000 à 1 500 mm/an), des hivers rigoureux et un ensoleillement médiocre. 
Pour la période 1971-2000, la température annuelle moyenne est de 7,9 °C, avec une amplitude thermique annuelle de 16,4 °C. Le cumul annuel moyen de précipitations est de 1 737 mm, avec 13,7 jours de précipitations en janvier et 10,5 jours en juillet. Pour la période 1991-2020, la température moyenne annuelle observée sur la station météorologique de Météo-France la plus proche, « Cerniébaud », sur la commune de Cerniébaud à 12 km à vol d'oiseau, est de 7,9 °C et le cumul annuel moyen de précipitations est de 1 786,6 mm. 
La température maximale relevée sur cette station est de 35 °C, atteinte le 25 juillet 2019 ; la température minimale est de −26,5 °C, atteinte le 12 janvier 1987,,. 
Les paramètres climatiques de la commune ont été estimés pour le milieu du siècle (2041-2070) selon différents scénarios d'émission de gaz à effet de serre à partir des nouvelles projections climatiques de référence DRIAS-2020. Ils sont consultables sur un site dédié publié par Météo-France en novembre 2022.

## Urbanisme

### Typologie
Au 1er janvier 2024, Foncine-le-Bas est catégorisée commune rurale à habitat très dispersé, selon la nouvelle grille communale de densité à sept niveaux définie par l'Insee en 2022.
Elle est située hors unité urbaine et hors attraction des villes,.

### Occupation des sols
L'occupation des sols de la commune, telle qu'elle ressort de la base de données européenne d’occupation biophysique des sols Corine Land Cover (CLC), est marquée par l'importance des forêts et milieux semi-naturels (50,3 % en 2018), une proportion identique à celle de 1990 (50,3 %). La répartition détaillée en 2018 est la suivante : 
forêts (50,3 %), prairies (36,5 %), zones agricoles hétérogènes (6,2 %), zones urbanisées (4,4 %), zones humides intérieures (2,7 %). L'évolution de l’occupation des sols de la commune et de ses infrastructures peut être observée sur les différentes représentations cartographiques du territoire : la carte de Cassini (XVIIIe siècle), la carte d'état-major (1820-1866) et les cartes ou photos aériennes de l'IGN pour la période actuelle (1950 à aujourd'hui).

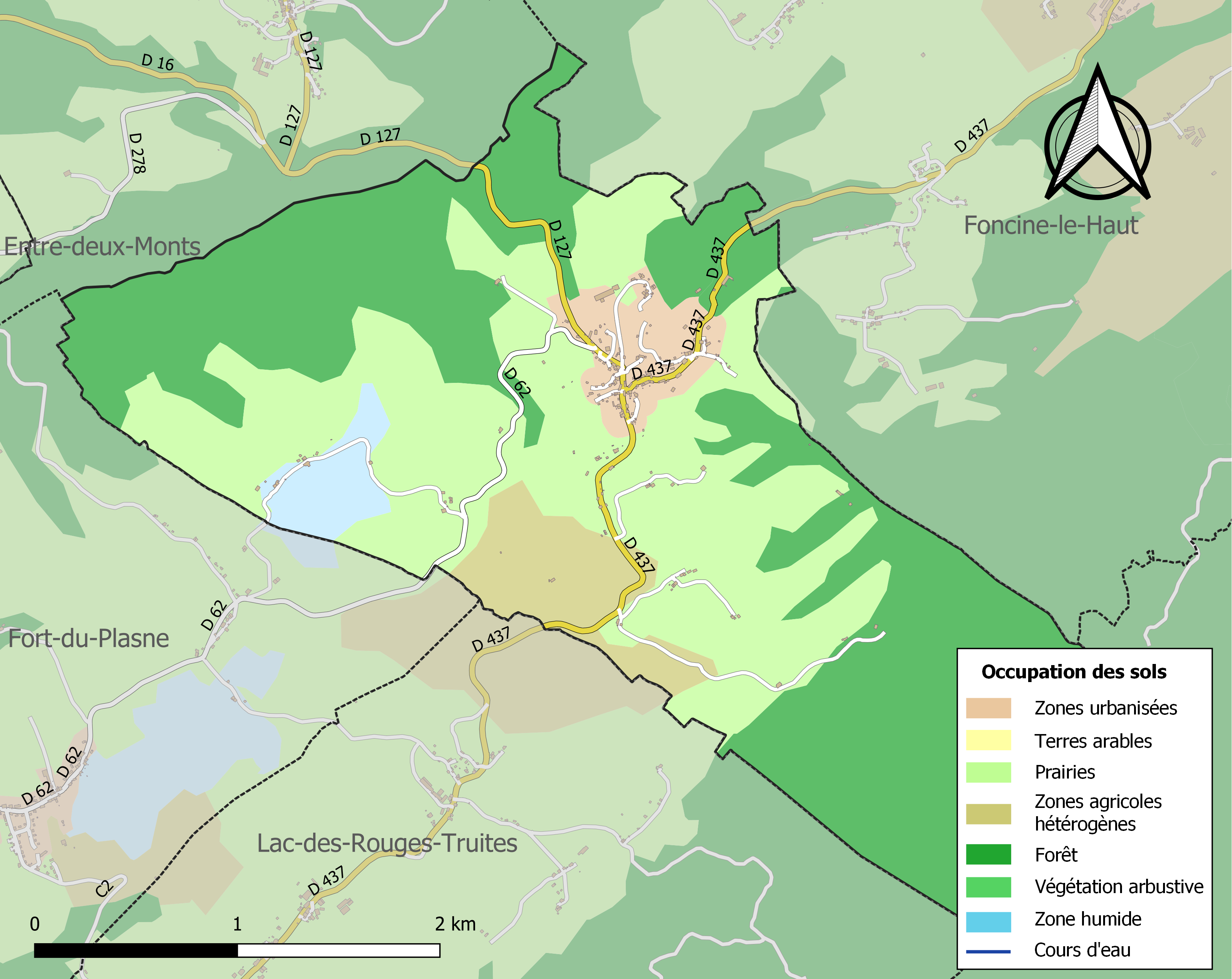
Carte des infrastructures et de l'occupation des sols de la commune en 2018 (CLC).

## Histoire
Gilbert Cousin, nous apprend qu'au milieu du XVIe siècle, on dénombrait 27 roues à eau sur la rivière, alimentant pour moitié des moulins et pour l'autre des scieries. Foncine était réputé pour la fabrication de vases en bois.

## Politique et administration

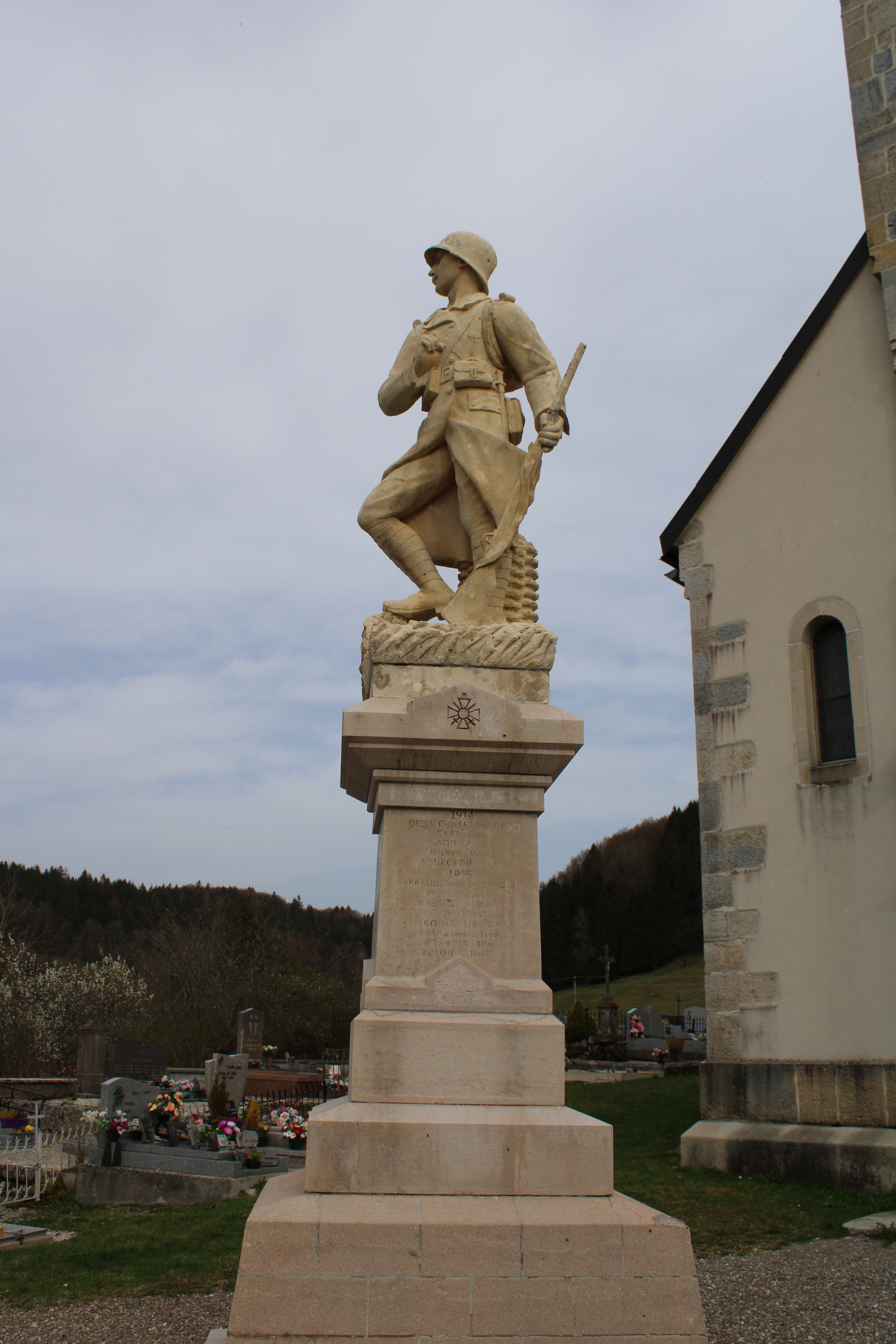
Le monument aux morts.

| Période   | Période    | Identité           | Étiquette    | Qualité                                                           |
| --------- | ---------- | ------------------ | ------------ | ----------------------------------------------------------------- |
| 1977      | 1987       | Gérard Gensse      | DVG          | Professeur d'Histoire/Géographie                                  |
| 1987      | 1995       | Michel Chavetnoir  | DVG puis DVD | Conseiller général du Canton des Planches-en-Montagne (1973-1998) |
| juin 1995 | mars 2001  | Daniel Cesco-Resia | PCF          |                                                                   |
| mars 2001 | avril 2009 | Philippe Cottet    |              |                                                                   |
| juin 2009 | 2020       | Gilles Morel       | SE           | Artisan                                                           |
| 2020      | En cours   | Jacques Gagneux    |              |                                                                   |

## Population et société

### Démographie

#### Évolution démographique
L'évolution du nombre d'habitants est connue à travers les recensements de la population effectués dans la commune depuis 1800. Pour les communes de moins de 10 000 habitants, une enquête de recensement portant sur toute la population est réalisée tous les cinq ans, les populations de référence des années intermédiaires étant quant à elles estimées par interpolation ou extrapolation. Pour la commune, le premier recensement exhaustif entrant dans le cadre du nouveau dispositif a été réalisé en 2006.

En 2022, la commune comptait 203 habitants, en évolution de +2,53 % par rapport à 2016 (Jura : −0,81 %, France hors Mayotte : +2,11 %).
| 1800 | 1806 | 1821 | 1831 | 1836 | 1841 | 1846 | 1851 | 1856 |
| ---- | ---- | ---- | ---- | ---- | ---- | ---- | ---- | ---- |
| 685  | 625  | 623  | 608  | 617  | 570  | 577  | 612  | 599  |

| 1861 | 1866 | 1872 | 1876 | 1881 | 1886 | 1891 | 1896 | 1901 |
| ---- | ---- | ---- | ---- | ---- | ---- | ---- | ---- | ---- |
| 624  | 548  | 489  | 467  | 498  | 516  | 519  | 544  | 512  |

| 1906 | 1911 | 1921 | 1926 | 1931 | 1936 | 1946 | 1954 | 1962 |
| ---- | ---- | ---- | ---- | ---- | ---- | ---- | ---- | ---- |
| 564  | 524  | 509  | 414  | 380  | 309  | 330  | 258  | 236  |

| 1968 | 1975 | 1982 | 1990 | 1999 | 2006 | 2011 | 2016 | 2021 |
| ---- | ---- | ---- | ---- | ---- | ---- | ---- | ---- | ---- |
| 232  | 229  | 191  | 175  | 182  | 220  | 198  | 198  | 198  |

| 2022 | - | - | - | - | - | - | - | - |
| ---- | - | - | - | - | - | - | - | - |
| 203  | - | - | - | - | - | - | - | - |

### Cultes

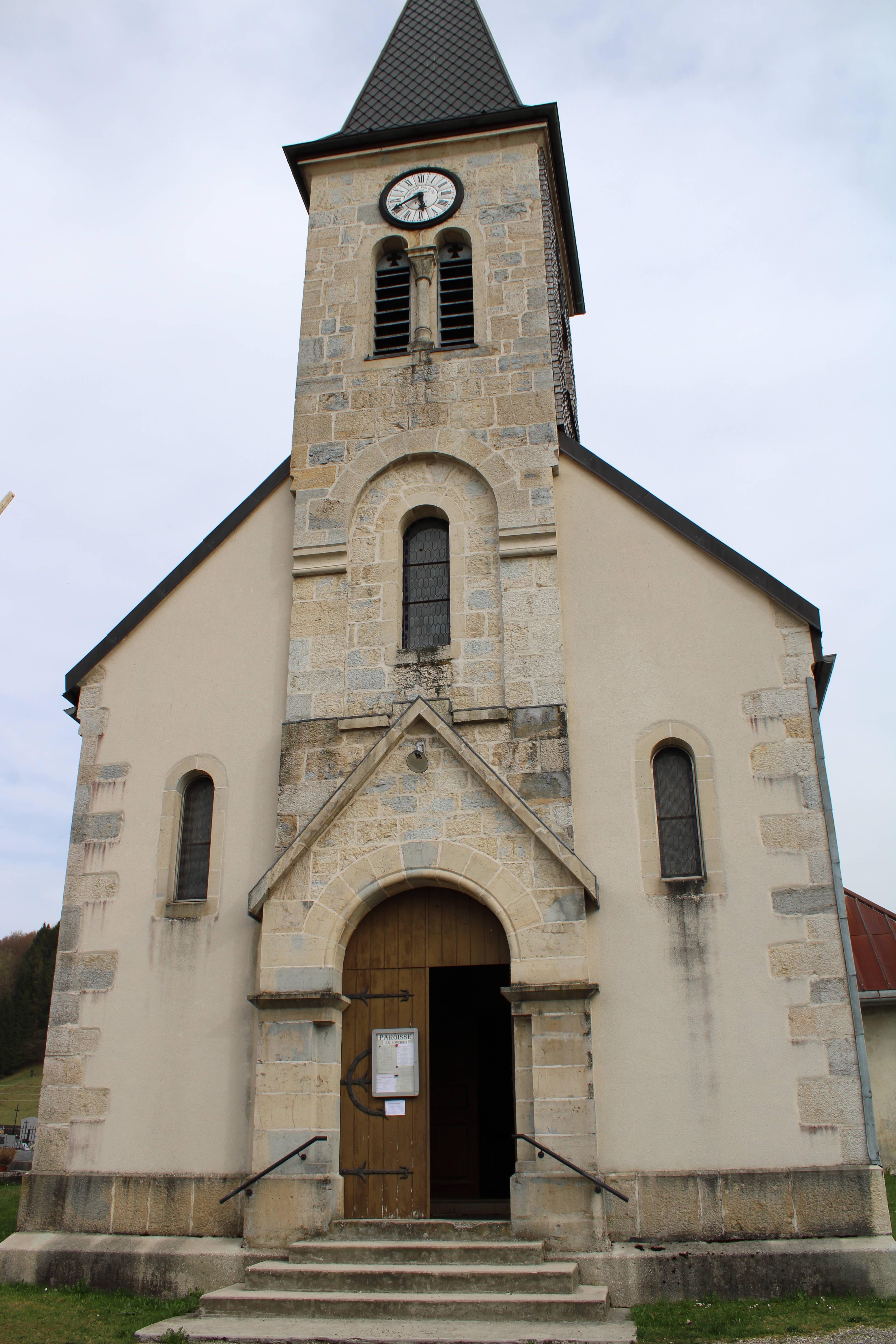
L'église.

Culte catholique, paroisse Les Foncines, diocèse: Saint-Claude.

## Économie

### Entreprises et commerces

#### Commerces, services, patrimoine industriel
- Usine de lunetterie[22].
- Scierie, centrale hydroélectrique[23].
- Usine de mécanique de précision
- Centre de loisirs[24].

## Lieux et monuments
- La Saine qui, après avoir traversé le village, entre dans des gorges de Malvaux pour rejoindre les Planches-en-Montagne. Parmi ses affluents figurent le bief de la Ruine qui donne lieu à une belle cascade avec un point de vue aménagé.
- L'église[25].
- Le viaduc du Tram du Jura dont deux lignes convergeaient dans le village.
- Les anciennes forges et autres moulins qui utilisaient la force motrice de la Saine et de son affluent la Sainette.
- Le monument aux morts.
- Le lac à la Dame à la limite sud-ouest de la commune.

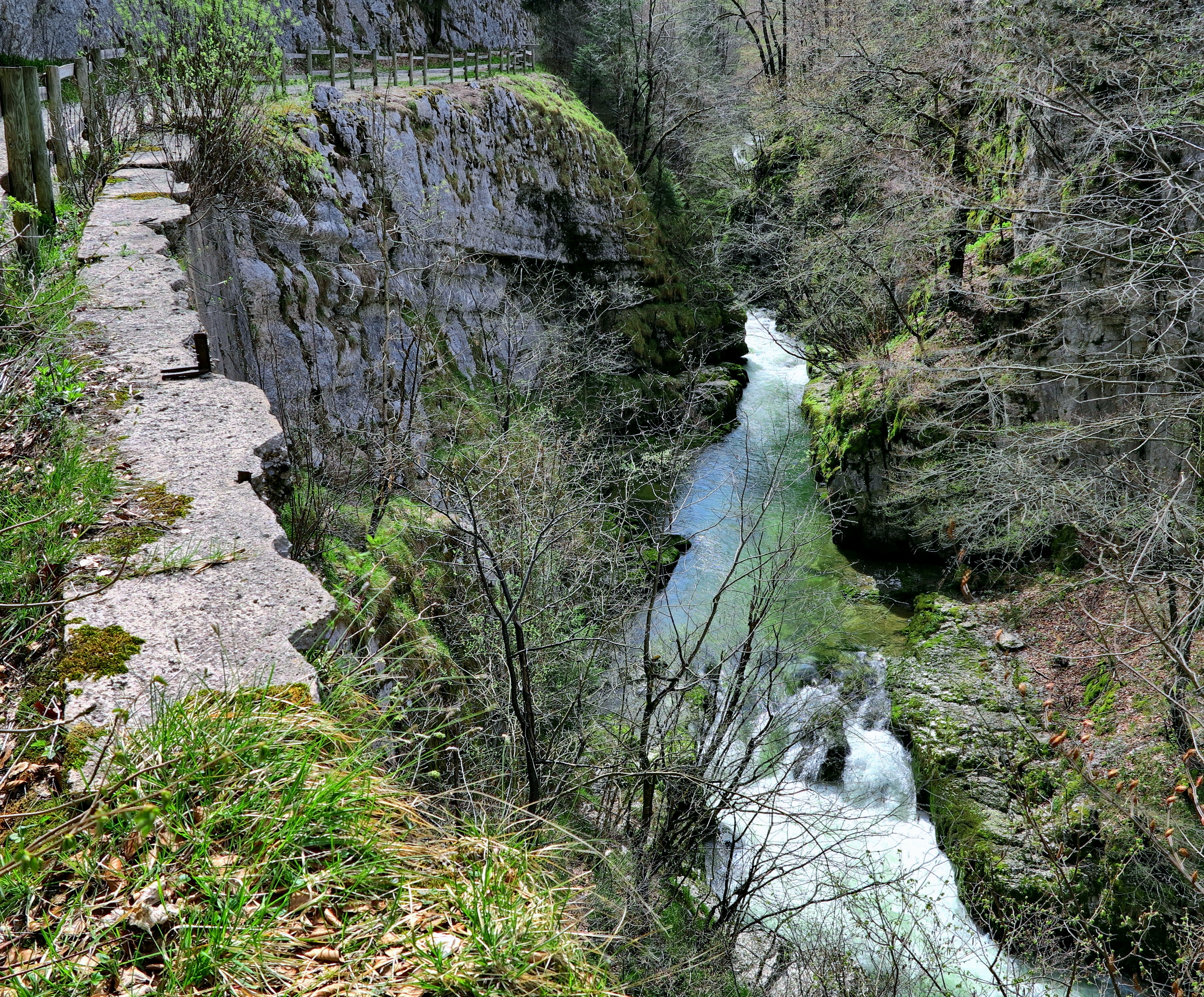
La voie du Tram le long des gorges de Malvaux.
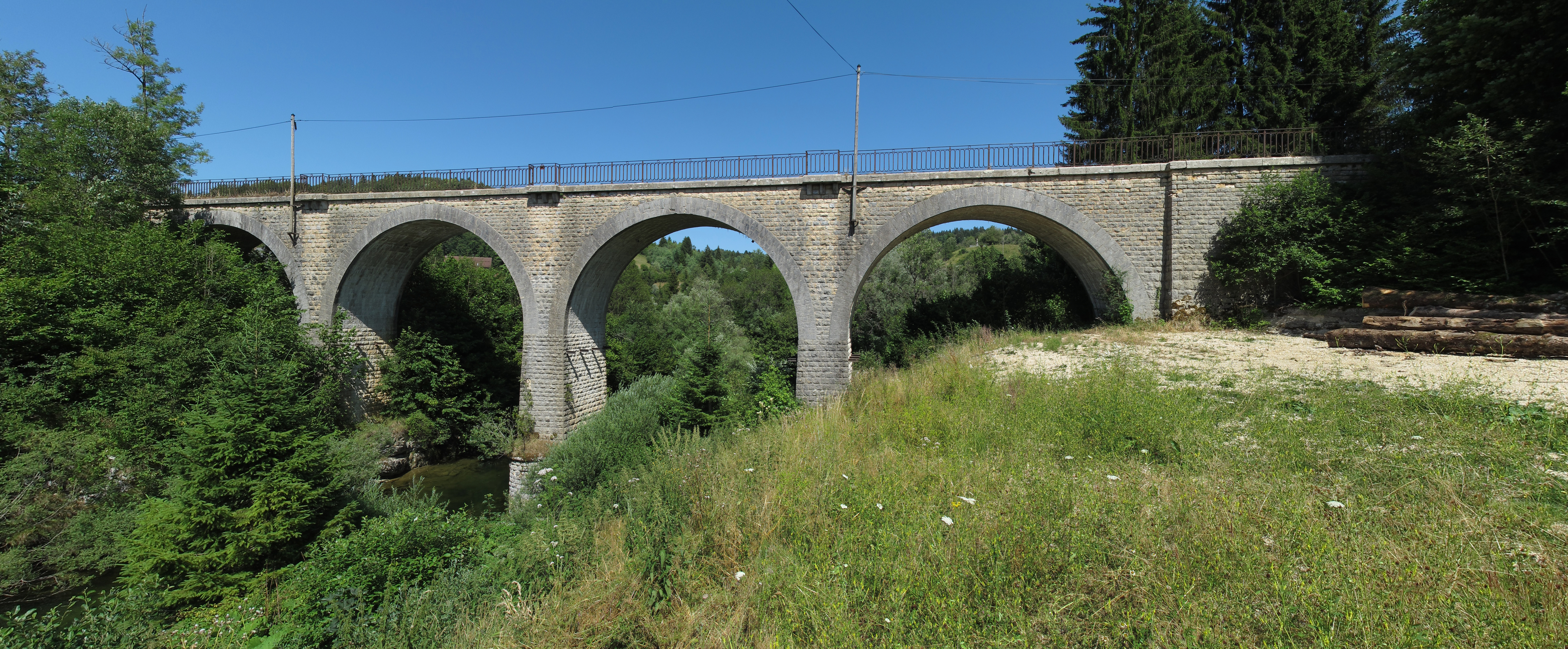
Viaduc du Tram jurassien.

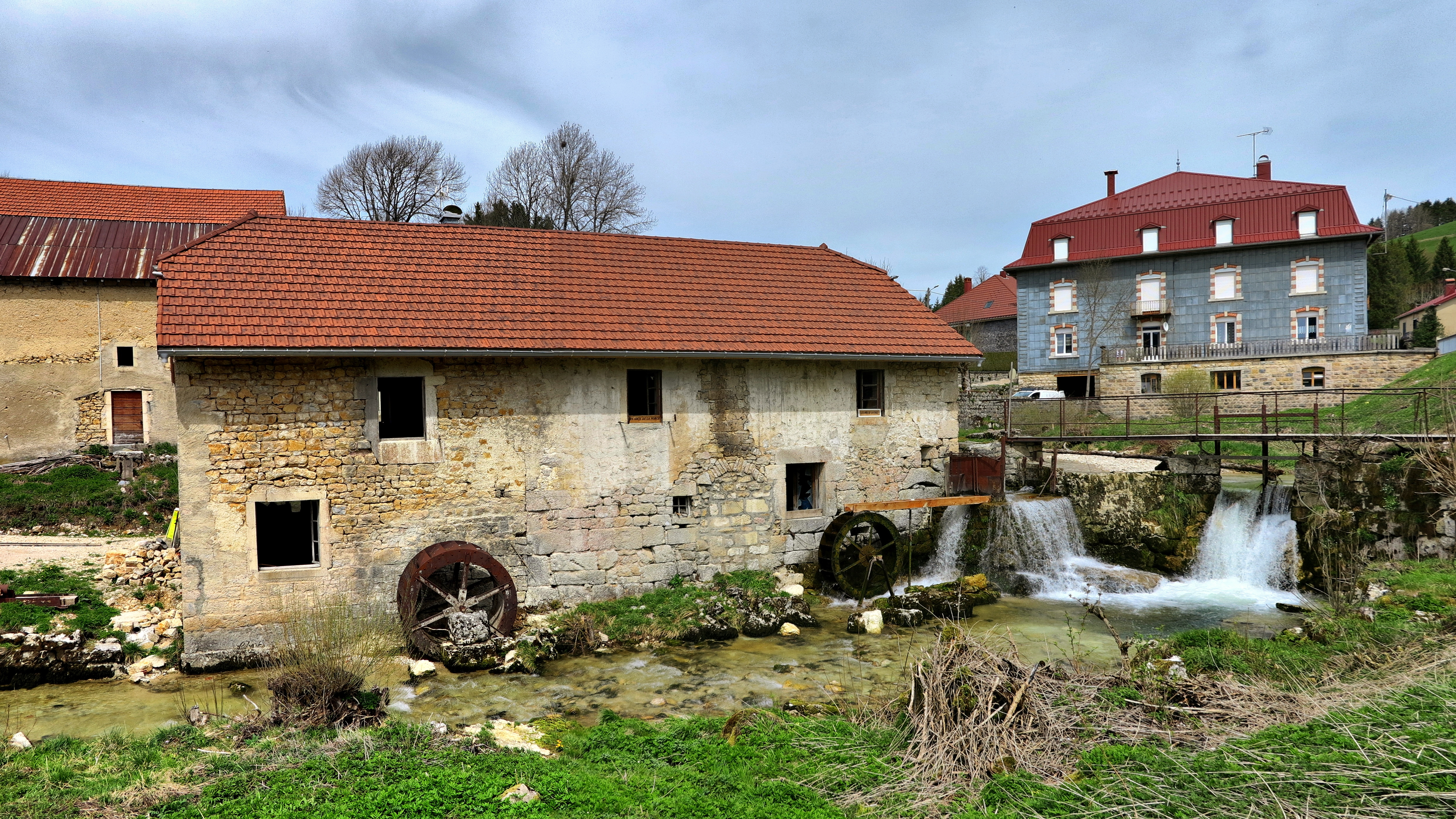
L'ancienne forge Liboz sur la Sainette.
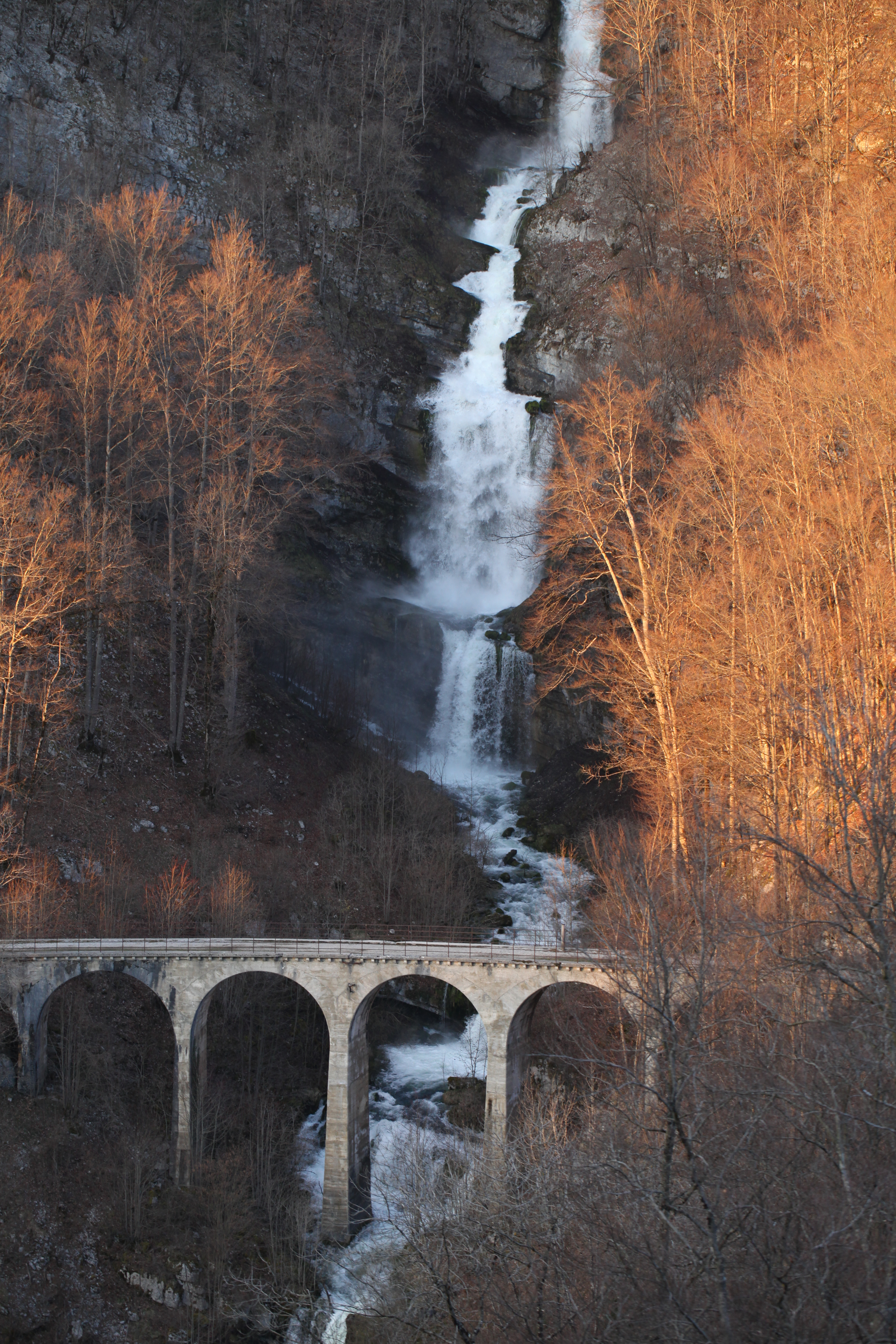
Cascade du Bief de la Ruine en avril.
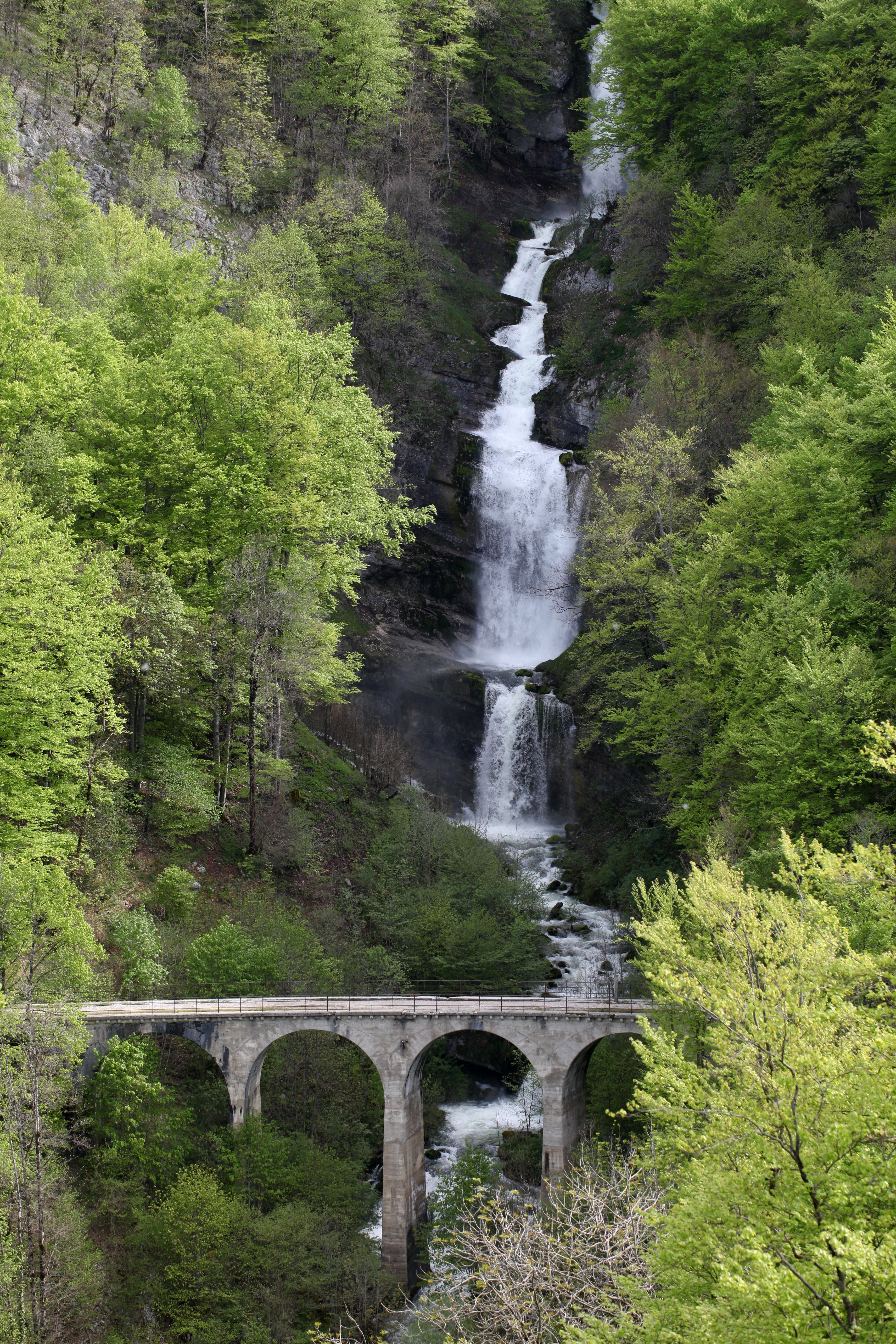
Cascade du Bief de la Ruine en mai.
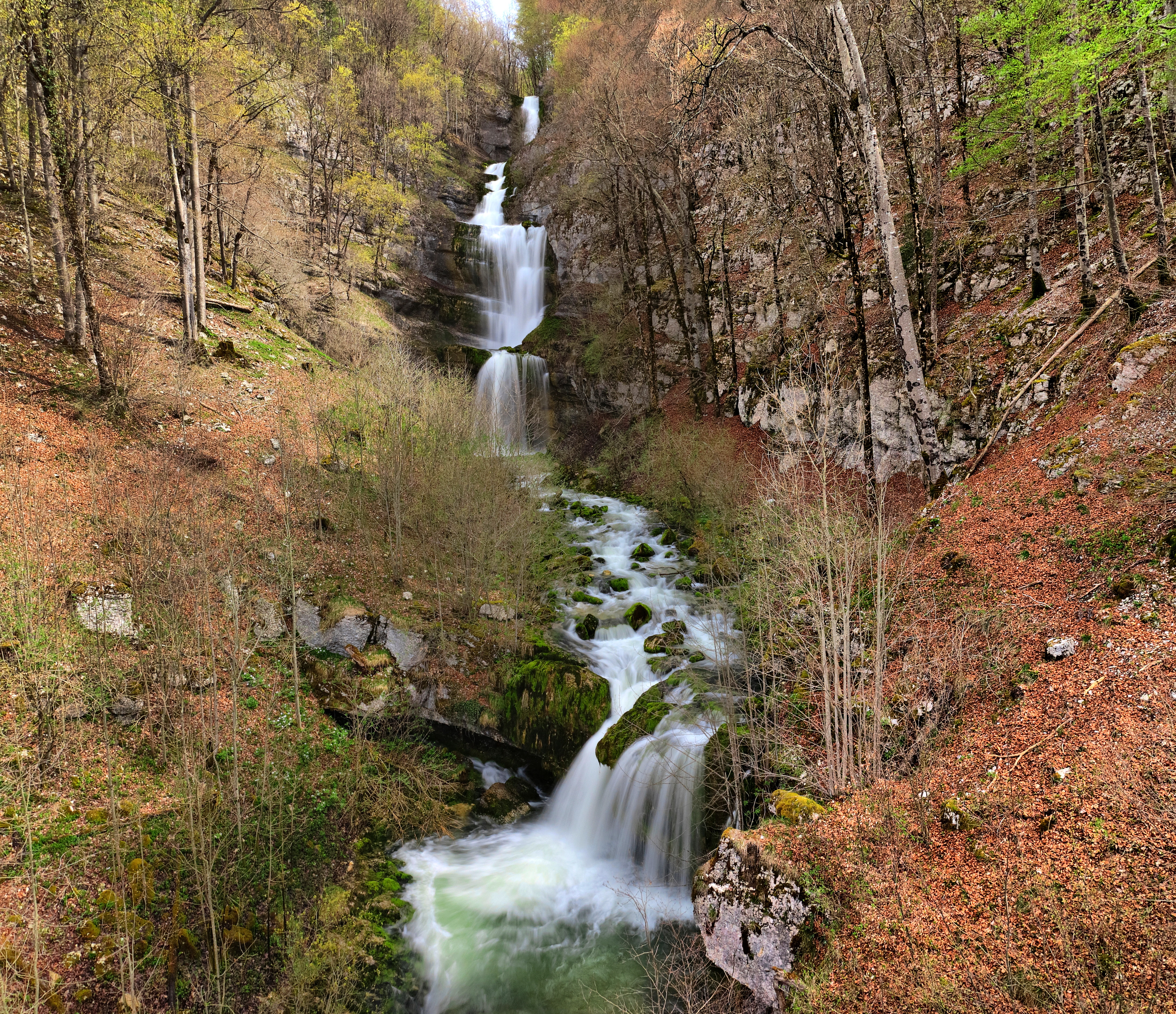
Cascade en gros plan.

## Personnalités liées à la commune
- Louis Clément (1885 † 1977), né à Foncine-le-Bas, maître émailleur français.